# 1217 هـ
1217 هـ هي سنة في التقويم الهجري امتدت مقابلةً في التقويم الميلادي بين سنتي 1802 و1803.

## أحداث
- سعود الكبير يستولي على مكة وأعطى أهلها الأمان وهدم الكثير من الأضرحة.

## مواليد
- الألوسي الكبير، عالم دين وشاعر عراقي.
- محمد عليش، فقيه مغربي.
- الآلوسي الكبير
- فلوجل

## وفيات
- إبراهيم باشا بابان
- ابن جبير
- صالح شرف الدين العاملي